# Onda Verde (ort)
Onda Verde är en ort i Brasilien.   Den ligger i kommunen Onda Verde och delstaten São Paulo, i den sydöstra delen av landet, 600 km söder om huvudstaden Brasília. Onda Verde ligger 511 meter över havet och antalet invånare är 3 884.
Terrängen runt Onda Verde är platt. Närmaste större samhälle är Nova Granada, 7,6 km norr om Onda Verde.
Omgivningarna runt Onda Verde är en mosaik av jordbruksmark och naturlig växtlighet. Runt Onda Verde är det glesbefolkat, med 15 invånare per kvadratkilometer.